# Notiophilus simulator
Notiophilus simulator – gatunek chrząszcza z rodziny biegaczowatych i podrodziny leszowych.

## Taksonomia
Gatunek ten opisany został po raz pierwszy w 1906 roku przez Henry’ego Clintona Falla na łamach bostońskiej „Psyche”.

## Morfologia
Chrząszcz o ciele długości od 4,4 do 4,7 mm. Głowa ma na czole pięć wzdłużnych bruzd między szerszymi bocznymi rowkami. Czułki i głaszczki są ubarwione ciemno z jasnymi nasadami. Przedplecze ma boczne krawędzie przed tylnymi kątami bardzo delikatnie zafalowane, bardziej proste niż u podobnego N. aquaticus. Pokrywy są czarne z mosiężnym połyskiem metalicznym, zwykle jednobarwne, rzadko z jasną plamką u wierzchołka. Rzędy pokryw są stosunkowo lekko zaznaczone i gwałtownie zanikają za połową ich długości. Drugi z nich leży dalej od piątego niż od rzędu przyszwowego. Na każdej pokrywie znajdują się dwa wierzchołkowe chetopory (punkty szczecinkowe). Chetopor grzbietowy położony jest nieco bliżej nasady pokryw niż u N. aquaticus. Występują zarówno osobniki o skrzydłach tylnych w pełni wykształconych (formy długoskrzydłe), jak i osobniki nielotne o skrzydłach skróconych (formy krótkoskrzydłe). Kolorystyka odnóży jest ciemna włącznie z goleniami.

## Ekologia i występowanie
Owad rozmieszczony od wyżyn po piętro alpejskie w górach, spotykany na rzędnych od 1520 do 3300 m n.p.m. Wybiera stanowiska otwarte do lekko zacienionych o podłożu piaszczystym i pozbawionym roślinności z wyjątkiem mchów i karłowatych olch. Aktywne osobniki dorosłe obserwuje się od kwietnia do października.
Gatunek nearktyczny o zachodnioamerykańskim typie rozsiedlenia. W Kanadzie podawany jest z Alberty, Kolumbii Brytyjskiej, Jukonu, Saskatchewanu i Terytoriów Północno-Zachodnich. W Stanach Zjednoczonych znany jest z Alaski, Idaho, Kolorado, Montany, Oregonu, Dakoty Południowej, Teksasu, Utah, Waszyngtonu, Wisconsin i Wyoming.